# Euploea nesica
Euploea nesica är en fjärilsart som beskrevs av Gustaaf Hulstaert 1932. Euploea nesica ingår i släktet Euploea och familjen praktfjärilar. Inga underarter finns listade i Catalogue of Life.